# Colonne de saint Zénobe
La colonne de saint Zénobe  (Colonna di San Zanobi) est une colonne monumentale en marbre, érigée en mémoire d'un miracle accompli par saint Zénobe de Florence au IXe siècle. 
Elle est située juste au nord du baptistère San Giovanni, à Florence, à l'endroit précis où le miracle se serait produit. 

## Description
La colonne fut dressée pour commémorer la mémoire d'un miracle de saint Zénobe, évêque florentin, mort vers 430. Au IXe siècle, en effet, les restes de saint Zénobe, conservés dans une urne, furent transférés de l'église San Lorenzo à la cathédrale Santa Maria del Fiore. Le transfert se fit rapidement car, à l'époque, San Lorenzo se trouvait à l'extérieur des murs de la ville, et la région était menacée par les invasions hongroises. Lors de la translation des reliques, en plein hiver, la tradition rapporte que la procession frôla un orme, qui regagna mystérieusement son feuillage. La colonne marque l'endroit où l'orme se tenait. On ne connaît pas la date d'édification de la colonne, mais elle était déjà en place en 1333. 
Surmontée d'une croix, la colonne possède, en son centre, un petit arbre en métal, lui-même surplombé par une couronne de feu.